# Indiana Evans
Indiana Rose Evans (Sydney, 27 luglio 1990) è un'attrice, cantante ed ex modella australiana, nota per aver interpretato il ruolo di Isabella "Bella" Hartley nella terza stagione della serie H2O: just add water, di cui canta la colonna sonora (No Ordinary Girl).

## Biografia
Nata a Sydney nel 1990, Indiana Evans si interessa alla recitazione dall'età di cinque anni, quando recitava per la famiglia e gli amici. Compiuti i sette anni, frequenta corsi di balletto classico, jazz e tip-tap. Prima di lavorare in Home and Away, inizia le scuole superiori alla Newtown School for Performing Arts, ma smette dopo due settimane per concentrarsi sulla sua carriera di attrice.

## Carriera

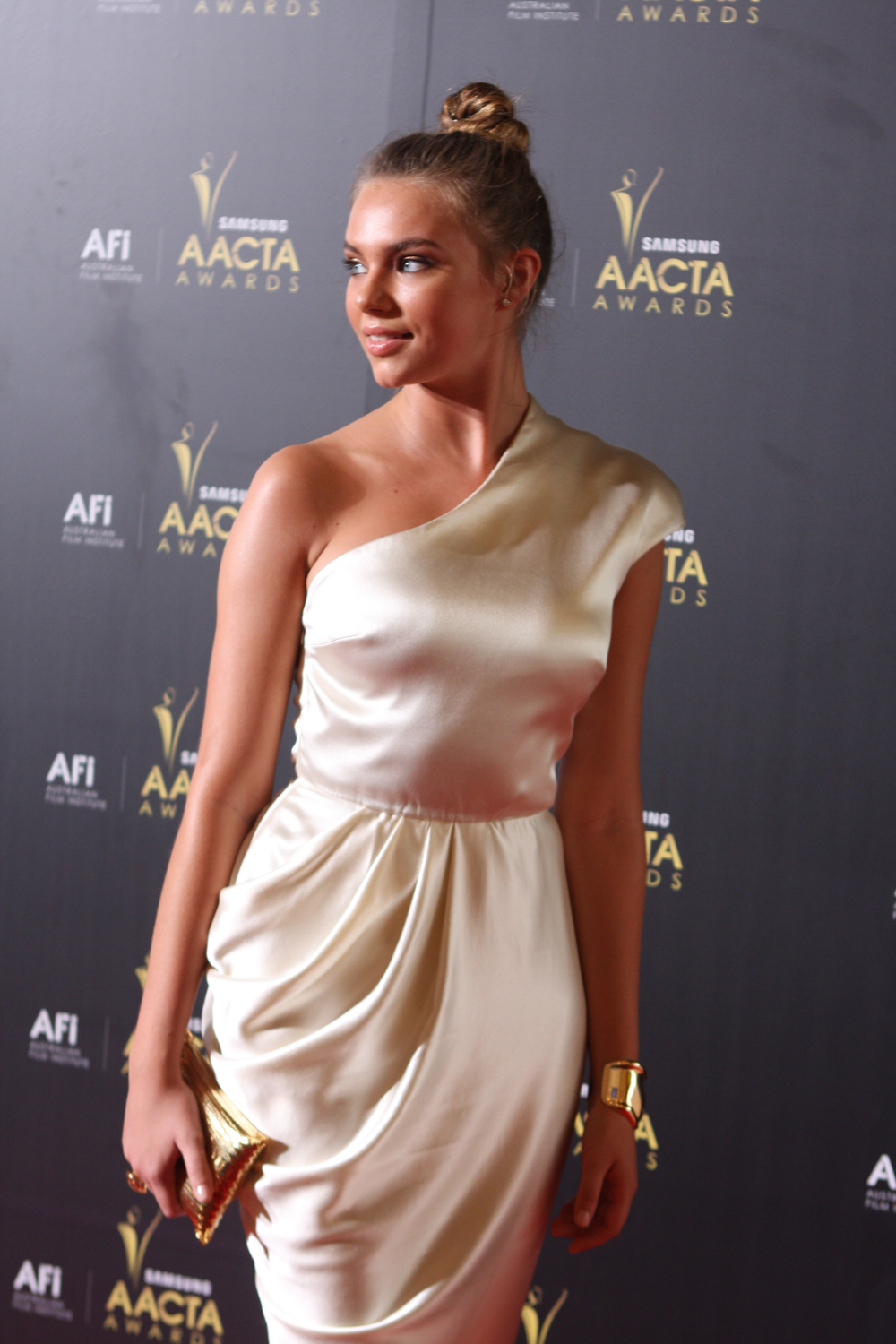
Indiana Evans agli AACTA Awards 2012.

Nel 2002, si iscrive all'agenzia Kermond Management, ottiene la sua prima parte in una pubblicità per Asguard e inizia a fare alcuni lavori come modella. Nel 2003, Evans interpreta Milly Roberts in un episodio di All Saints. Successivamente ottiene il ruolo principale in una campagna americana per Kool Aid e appare nel programma comico australiano Comedy Inc.. Lo stesso anno è Abby Oakley nella serie televisiva Snobs.
Nel 2004 ottiene la parte di Matilda Hunter nella serie Home and Away. Nel frattempo appare in Girl TV, un programma televisivo per ragazze adolescenti. Nel 2005 viene candidata al Logie Award come "Nuovo talento femminile" per il ruolo di Matilda.
Fa la sua ultima apparizione nella serie nel luglio 2008. Quello stesso anno, apparve come guest star nella serie australiana The Strip e in due cortometraggi, Burden e At the Tattooist.
Nel 2009 la Evans è apparsa nel ruolo di Kylie Watson in A Model Daughter: The Killing of Caroline Byrne e successivamente ha interpretato Isabella "Bella" Hartley nella terza stagione della serie televisiva per ragazzi H2O, prendendo il posto dell'attrice Claire Holt che aveva lasciato la serie. Canta anche la sigla della serie, "No Ordinary Girl", e altre canzoni durante gli episodi.
Nel 2010 recita nel film Attacco glaciale e nella serie Cops LAC, mentre nel 2011 viene annunciata la sua partecipazione come personaggio principale nella serie Crownies, trasmessa a luglio 2011 su ABC-1, e recita nel cortometraggio Smith.
A febbraio 2012, viene annunciata la sua partecipazione al remake del film del 1980 Laguna blu, Luguna blu - Il risveglio, dove interpreta la protagonista, Emmeline. Nel 2015 entra nel cast della prima stagione della serie televisiva antologica Secrets and Lies recitando la parte di Natalie Crawford.

## Filantropia
Nel 2005, Evans diventa ambasciatrice del Cancer Council e della Family Planning Association for Teen Awareness, mentre durante i due anni successivi è testimonial della campagna contro il bullismo.

## Filmografia

### Cinema
- Burden, regia di Ben Field e Liam Doyle – cortometraggio (2009)
- Roosevelt, regia di James Wong (2009)
- Attacco glaciale (Arctic Blast), regia di Brian Trenchard-Smith (2010)
- At The Tattooist, regia di Sophie Miller – cortometraggio (2010)
- Smith, regia di Ashley Fairfield – cortometraggio (2011)
- Artistic Love, regia di Tatiana Brzustiak – cortometraggio (2013)
- Thor: Love and Thunder, regia di Taika Waititi (2022)

### Televisione
- Home and Away – serial TV, 213 puntate (2004-2008)
- All Saints – serie TV, episodio 6x03 (2003)
- Snobs – serie TV, 26 episodi (2003-2004)
- The Strip - serie TV, 1 episodio (2008)
- Cops LAC – serie TV, episodio 1x06 (2010)
- H2O - serie TV, 26 episodi (2010)
- Crownies – serie TV, 22 episodi (2011)
- Laguna blu - Il risveglio (Blue Lagoon: The Awakening), regia di Mikael Salomon – film TV (2012)
- Janet King – serie TV, 4 episodi (2014)
- Ash vs Evil Dead - serie TV 2 episodi (2015)
- Secrets and Lies - serie TV, 10 episodi (2015)

## Riconoscimenti
- 2005 - Logie Awards
  - Candidatura Nuovo talento femminile (Home and Away)[3]
- 2005 - Nickelodeon Kids' Choice Awards
  - Candidatura Rising Star (Home and Away)[3]
- 2007 - Inside Soap Awards
  - Candidatura Best Young Actor (Home and Away)[7]
- 2008 - Inside Soap Awards
  - Candidatura Sexiest Female (Home and Away)[8]
- 2008 - Dolly Teen Choice Awards
  - Premio Queen of Teen[3]

## Doppiatrici italiane
Nelle versioni in italiano dei suoi film, Indiana Evans è stata doppiata da:
- Letizia Scifoni in H2O, Laguna blu - Il risveglio
- Ludovica Bebi in Secrets and Lies
- Debora Magnaghi in Snobs